# Eleccions a l'Assemblea de Madrid de 1983
Les eleccions a l'Assemblea de Madrid de 1983 van tindre lloc el 8 de maig de dit any. Es van elegir 94 diputats.

## Resultats
Vots i escons per candidatura.
| Llista                                                                                   | Vots      | %                     | Escons                |
| ---------------------------------------------------------------------------------------- | --------- | --------------------- | --------------------- |
| Partit Socialista Obrer Espanyol (PSOE)                                                  | 1.181.277 | 50,47                 | 51                    |
| Aliança Popular-Partit Demòcrata Popular-Unió Liberal (AP-PDP-UL)                        | 798.853   | 34,13                 | 34                    |
| Partit Comunista d'Espanya (PCE)                                                         | 207.058   | 8,85                  | 9                     |
| Centre Democràtic i Social (CDS)                                                         | 73.124    | 3,12                  | 0                     |
| Partit Demòcrata Liberal (PDL)                                                           | 43.309    | 1,85                  | 0                     |
| Acció d'Electors Independents (ADEI)                                                     | 10.327    | 0,44                  | 0                     |
| Lliga Comunista (Acord Obrer) (LC(AO))                                                   | 6.301     | 0,27                  | 0                     |
| Coalició Partit Comunista Obrer Espanyol-Partit Comunista d'Espanya-Unificat (PCOE-PCEU) | 4.473     | 0,19                  | 0                     |
| Candidatura de Coalició de Lluita Popular (CLP)                                          | 2.168     | 0,09                  | 0                     |
| Vots en blanc                                                                            | 13.735    | 0,59                  | n/a                   |
| Vots vàlids                                                                              | 2.340.625 | 100,00                | 94                    |
| Vots nuls                                                                                | 16.800    | Participació: 69,71 % | Participació: 69,71 % |
| Votants                                                                                  | 2.357.425 | Participació: 69,71 % | Participació: 69,71 % |
| Electors                                                                                 | 3.381.610 | Participació: 69,71 % | Participació: 69,71 % |

## Diputats escollits
Relació de diputats proclamats electes:
| #  | Nom                                 | Llista | Llista    |
| -- | ----------------------------------- | ------ | --------- |
| 1  | Joaquín Leguina Herrán              |        | PSOE      |
| 2  | Luis Guillermo Perinat Elio         |        | AP-PDP-UL |
| 3  | César Cimadevilla Costa             |        | PSOE      |
| 4  | Carlos Robles Piquer                |        | AP-PDP-UL |
| 5  | María Gómez Mendoza                 |        | PSOE      |
| 6  | Ramón Espinar Gallego               |        | PSOE      |
| 7  | Isaac Sáez González                 |        | AP-PDP-UL |
| 8  | Manuel de la Rocha Rubí             |        | PSOE      |
| 9  | Lorenzo Hernández Jiménez           |        | PCE       |
| 10 | Luis María Huete Morillo            |        | AP-PDP-UL |
| 11 | Francisca Sauquillo Pérez del Arco  |        | PSOE      |
| 12 | Virgilio Cano de Lope               |        | PSOE      |
| 13 | Antonio Fernández Galiano Fernández |        | AP-PDP-UL |
| 14 | Agapito Ramos Cuenca                |        | PSOE      |
| 15 | Gabriel Usera González              |        | AP-PDP-UL |
| 16 | Benjamín Castro Yuste               |        | PSOE      |
| 17 | Luis Maestre Muñiz                  |        | PSOE      |
| 18 | Carlos Argós García                 |        | AP-PDP-UL |
| 19 | Sócrates Gómez Pérez                |        | PSOE      |
| 20 | Manuel Rico Rego                    |        | PCE       |
| 21 | José Ramón Pin Arboledas            |        | AP-PDP-UL |
| 22 | Bartolomé González Llorente         |        | PSOE      |
| 23 | Francisco González Fernández        |        | PSOE      |
| 24 | Eurico de la Peña Díaz              |        | AP-PDP-UL |
| 25 | María Elena Flores Valencia         |        | PSOE      |
| 26 | María Antonia Suárez Cuesta         |        | AP-PDP-UL |
| 27 | Elvira Domingo Ortiz                |        | PSOE      |
| 28 | José Luis García Alonso             |        | PSOE      |
| 29 | Cándida O'Shea Suárez Inclán        |        | AP-PDP-UL |
| 30 | José Emilio Sánchez Cuenca          |        | PSOE      |
| 31 | Emilio Ramón Rodríguez Sánchez      |        | PCE       |
| 32 | José López López                    |        | AP-PDP-UL |
| 33 | Marcos Sanz Agüero                  |        | PSOE      |
| 34 | Miguel Peydro Caro                  |        | PSOE      |
| 35 | Vicente Blanco Gaspar               |        | AP-PDP-UL |
| 36 | Dolores García-Hierro Caraballo     |        | PSOE      |
| 37 | Enrique Castellanos Colomo          |        | AP-PDP-UL |
| 38 | Juan José Layda Ferrer              |        | PSOE      |
| 39 | Francisco Javier Ledesma Bartret    |        | PSOE      |
| 40 | Antonio Germán Beteta Barreda       |        | AP-PDP-UL |
| 41 | Manuel Corvo González               |        | PCE       |
| 42 | José Ramón García Menéndez          |        | PSOE      |
| 43 | Juan Antonio Cánovas del Castillo   |        | AP-PDP-UL |
| 44 | Saturnino Ureña Fernández           |        | PSOE      |
| 45 | Isidro Florencio Campos Corona      |        | PSOE      |
| 46 | José María Federico Corral          |        | AP-PDP-UL |
| 47 | Henar Corbi Murgui                  |        | PSOE      |
| 48 | José Manuel Pérez Vázquez           |        | AP-PDP-UL |
| 49 | Benito Reino Torres                 |        | PSOE      |
| 50 | Francisco Cabaco López              |        | PSOE      |
| 51 | Felipe Ruiz Duerto                  |        | AP-PDP-UL |
| 52 | Carmen Roney Albareda               |        | PCE       |
| 53 | Eulalia García Sánchez              |        | PSOE      |
| 54 | Elías Cruz Atienza                  |        | AP-PDP-UL |
| 55 | Ángel Ramón Martínez Marín          |        | PSOE      |
| 56 | Luis Alejandro Cendrero Uceda       |        | PSOE      |
| 57 | Alfredo Rodrigo de Santiago         |        | AP-PDP-UL |
| 58 | Jesús Pérez González                |        | PSOE      |
| 59 | Eduardo Rodríguez-Losada Aguado     |        | AP-PDP-UL |
| 60 | Félix Sevilla García                |        | PSOE      |
| 61 | Carlos Díaz-Guerra Esteban          |        | AP-PDP-UL |
| 62 | José Luis Adell Fernández           |        | PSOE      |
| 63 | José Luis Casas Nombela             |        | PCE       |
| 64 | Rafael Ramos Gámez                  |        | PSOE      |
| 65 | Pilar Bidagor Antuna                |        | AP-PDP-UL |
| 66 | Francisco Javier Vicén Sanagustín   |        | PSOE      |
| 67 | Ana María García Armendáriz         |        | AP-PDP-UL |
| 68 | Antonio José Rojo Sastre            |        | PSOE      |
| 69 | Jaime Lissavetzky Díez              |        | PSOE      |
| 70 | Hermann Oehling Ruiz                |        | AP-PDP-UL |
| 71 | Carlos Pérez Díaz                   |        | PSOE      |
| 72 | Antonio Gutiérrez Araújo            |        | PCE       |
| 73 | José Gil de la Viña                 |        | AP-PDP-UL |
| 74 | Matías Castejón Núñez               |        | PSOE      |
| 75 | Timoteo Mayoral Marqués             |        | PSOE      |
| 76 | José Luis Hidalgo Utesa             |        | AP-PDP-UL |
| 77 | Jesús Santisteban Sáez              |        | PSOE      |
| 78 | Leopoldo Gómez Gutiérrez            |        | AP-PDP-UL |
| 79 | José Antonio Sainz García           |        | PSOE      |
| 80 | Alfonso Sacristán Alonso            |        | PSOE      |
| 81 | Juan Antonio Gómez-Angulo Rodríguez |        | AP-PDP-UL |
| 82 | Máximo Alonso Arranz                |        | PSOE      |
| 83 | Sergio García Reyes                 |        | PCE       |
| 84 | Pedro Núñez Morgades                |        | AP-PDP-UL |
| 85 | José Lucas Reguilón Álvarez         |        | PSOE      |
| 86 | Esteban Egea Sánchez                |        | PSOE      |
| 87 | Mariano de la Cuerda Rodríguez      |        | AP-PDP-UL |
| 88 | Adolfo Martínez Sánchez             |        | PSOE      |
| 89 | José Luis Ortiz Estévez             |        | AP-PDP-UL |
| 90 | Luis Alonso Castaño                 |        | PSOE      |
| 91 | José Luis Torner Martínez           |        | PSOE      |
| 92 | José Antonio López Casas            |        | AP-PDP-UL |
| 93 | Juan Sánchez Fernández              |        | PSOE      |
| 94 | Juan Francisco Moreno Preciados     |        | PCE       |